# Cocido andaluz

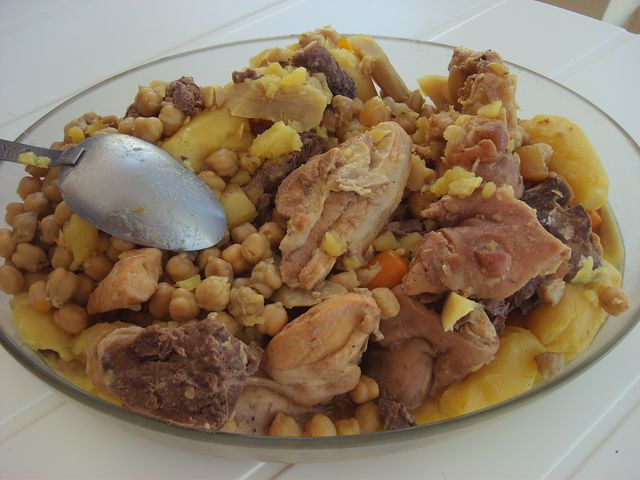

El cocido andaluz se trata de una elaboración culinaria que incluye como legumbre los garbanzos y habichuelas. Suele añadirse carne de vacuno (generalmente morcillo), tocino, costillas. Una de las características de este cocido español es la mezcla de garbanzos y habichuelas. Todas ellas mezcladas con patatas y calabazas. A todo ello se añaden embutidos tales como chorizos y morcillas.

## Características
La sopa del cocido suele aromatizarse con hierbabuena (Mentha spicata), en la parte occidental de Andalucía.    